# Take a penny, leave a penny

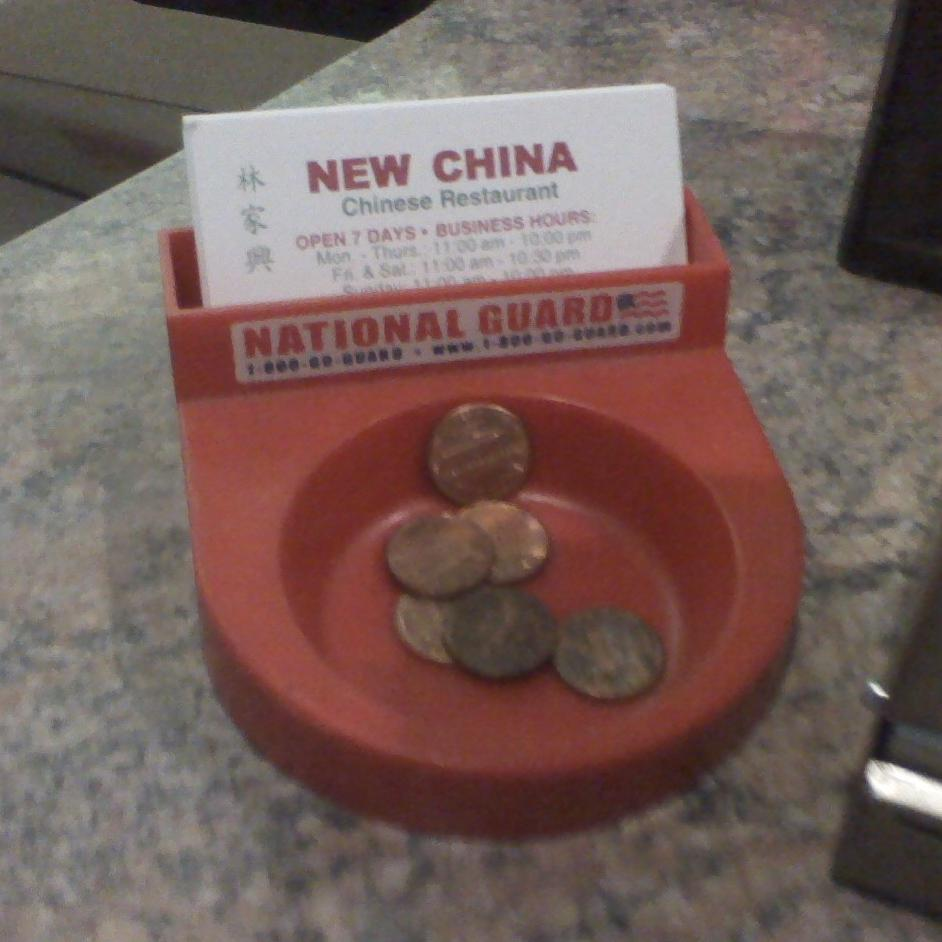
Una safata "take a penny, leave a penny" en un restaurant

Take a penny, leave a penny (anglès:Pren un cèntim, deixa un cèntim) (de vegades Give a penny, take a penny (anglès:Dona un cèntim, pren un cèntim) o penny tray (anglès: safata dels centaus), són termes que es refereixen a un tipus de safata, plat o got trobat amb freqüència en una gasolinera, botigues de conveniència i altres petits establiments d'Amèrica del Nord, dedicats a facilitar les transaccions amb canvi. No confondre amb l'expressió  Spend a penny, slang britànic que es refereix a l'acció d'orinar.

## Ús
La safata és situada a prop de la caixa registradora com a lloc designat perquè la gent deixi allà els centaus que reben com a canvi si no els volen. D'aquesta manera, aquells clients que necessitin un cèntim per completar un pagament, poden prendre un, evitant així la necessitat de canviar monedes o bitllets de més valor.
La safata també pot ser usada pels caixers per evitar donar moltes monedes petites amb el canvi. Per exemple, en comptes de donar 24 centaus en monedes (2 de deu i 4 d'un, 6 monedes en total), pot agafar una moneda de la safata i donar al client una única moneda de 25 centaus. També són coneguts com a penny pools. Si bé poden ser contenidors improvisats com un cendrer, de vegades són safates destinades a aquest fi, amb anuncis o missatges per al client indicant la seva funció.
No és infreqüent veure monedes de més valor en el platet, un caixer curt de canvi però a punt d'acabar el seu torn podria canviar alguna de les monedes de més valor pel seu valor associat en centaus, especialment si n'hi ha moltes a la safata.